# Conioscinella subnitens
Conioscinella subnitens är en tvåvingeart som först beskrevs av Becker 1924.  Conioscinella subnitens ingår i släktet Conioscinella och familjen fritflugor.
Artens utbredningsområde är Taiwan. Inga underarter finns listade i Catalogue of Life.